# Shinji Aoyama
Shinji Aoyama (青山 真治 Aoyama Shinji?) (Kitakyushu, 13 de julio de 1964 - Tokio, 21 de marzo de 2022) fue un director de cine, guionista, compositor, crítico y escritor japonés.Graduado en la Universidad de Rikkyo. Ganó dos premios en el Festival Internacional de Cine de Cannes de 2000 por su film Eureka.

## Biografía
Nació en Kitakyushu, Prefestura de Fukuoka, Japón. Comenzó a interesarse por el cine cuando vio por primera vez Apocalypse Now y pensó seriamente en dedicarse a la dirección al ver películas de Jean-Luc Godard como Pierrot el loco o Dos o tres cosas que yo sé de ella. Se graduó en la Universidad de Rikkyo, donde fue profundamente influido por el crítico cinematográfico Shigehiko Hasumi, del que recibió clases.
Después de graduarse trabajó como ayudante de dirección de realizadores como Daniel Schmid, Kiyoshi Kurosawa y Fridrik Thor Fridriksson. Su debut como director fue en una producción de V-Cinema It's Not in the Textbook! in 1995.
En 1996 realiza Helpless, en el que es su primer largometraje como director. En 2000, su film Eureka abrió el Festival Internacional de Cine de Cannes de 2000 y recibió dos premiosː el FIPRESCI y el del Premio del Jurado Ecuménico. Junto a los trabajos Sad Vacation, Eureka y Helpless completaban la "Kitakyushu Saga". En 2011, volvió a tocar el romance con Tokyo Park, con el que ganó  el Premio Leopardo de Oro del 64.º Festival Internacional de Locarno en honor a toda una carrera. Su siguiente película, The Backwater, fue estrenada en 2013.
Su producción literaria incluye su 2001 novelización de Eureka, que ganó el Premio Yukio Mishima, as well as the novel Hotel Chronicles, which was nominated for the Noma Literary Prize in 2005. También colaboró como cítico en la revista Cahiers du Cinema Japon and Esquire Japan.
A partir de 2012, se convirtió en profesor en el Departamento de Imágenes en Movimiento y Artes Escénicas en Tama Art University.
Estuvo casado con la actriz japonesa Maho Toyota, que desempeñó un papel protagonista en " Desert Moon".

## Estilo e influencias
Mark Schilling de  The Japan Times  describió a Aoyama como "un cinéfilo inteligente y dedicado que aplica sus influencias en sus películas mientras experimenta con varios géneros".
Aoyama declaró que el origen del deseo de continuar la historia en "Kitakyushu Saga" es François Truffaut, un director de cine francés que usó el mismo personaje (Antoine Doinel) en algunas de sus películas.
Aoyama enumeró Faust de F. W. Murnau y Johnny Guitar  de Nicholas Ray como dos de las mejores películas de todos los tiempos. Con respecto a "Fausto", dijo: "Siempre quiero recordar que las películas están hechas de la alegría de la réplica. La fascinación de las películas no es su realismo, sino cómo disfrutar de lo "real ". En ese sentido, siempre tengo "Fausto" en mi mente cuando planteo una película, hago una película y hablo de una película ". Con respecto a "Johnny Guitar", dijo, "Johnny Guitar" es la única película que me gustaría rehacer algún día, aunque sé que es imposible. Probablemente sea la peor pesadilla que pueda tener. Lo sé seguro que mi deseo de rehacer esta película proviene de mi pensamiento retorcido de que quiero rehacer mi propia pesadilla".

## Filmografía

### Largometrajes
- Helpless (1996)
- Two Punks (1996)
- Wild Life (1997)
- An Obsession (1997)
- Shady Grove (1999)
- EM Embalming (1999)
- Eureka (2000)
- Desert Moon (2001)
- Lakeside Murder Case (2004)
- Señor, señor, ¿Por qué me has abandonado? (2005)
- Crickets (2006)
- Sad Vacation (2007)
- Tokyo Park (2011)
- The Backwater (2013)

### Cortos de ficción
- Trunk (2003)
- The Detective Who Can Say No (2003)
- Like a Desperado Under the Eaves (2003)
- Days in the Shade (2003)
- Le Petit Chaperon Rouge (2008)
- 60 Seconds of Solitude in Year Zero (segment) (2011)

### Documentales
- To the Backstreet: The Films Kenji Nakagami Left Out (2001)
- Song of Ajima (2003)
- AA (2005)

### Cortos documentales
- 1/5 (1996) (8 min, del film omnibus Celebrate Cinema 101)
- To the Alley (2000)
- Down (2010)

### Videos
- It's Not in the Textbook! (1995)
- A Weapon in My Heart (1996)
- June 12, 1998 (1999) – también conocido como At the Edge of Chaos
- So as Not to Say Everything About Her Already Aged Self (2001)

### Televisión
- The Jesus of the Ruins (2001)
- Shiritsu tantei Hama Maiku (episodes) (2002)
- Mike Yokohama: A Forest with No Name (2002)
- D x Town (episode "Spiders Now") (2012)
- 4 for Flowers (2013)
- Shokuzai no Sonata (miniseries, 4 episodes) (2015)

## Premios y distinciones
Festival Internacional de Cine de Cannes
| Año  | Categoría                   | Película | Resultado |
| ---- | --------------------------- | -------- | --------- |
| 2000 | Premio FIPRESCI             | Eureka   | Ganador   |
| 2000 | Premio del Jurado Ecuménico | Eureka   | Ganador   |

### Novelas
- Eureka (2000)
- Tsuki no Sabaku (2002)
- Helpless (2002)
- Hotel Chronicles (2005)
- Shi no Tani '95 (2005)
- Ugetsu Monogatari (2006)
- Sad Vacation (2006)
- Entertainment! (2007)
- Chikyu no Ue de Visa mo Naku (2009)
- Kaerimichi ga Kieta (2010)
- Strange Face (2010)

### Crítica
- Lost in America (2000)
- Wim Wenders (2000)
- Ware Eiga o Hakken Seri (2001)
  - Aoyama, Shinji (2015). «Nouvelle Vague Manifesto; or, How I Became a Disciple of Philippe Garrel». Lola Journal. (English translation of chapter from Ware Eiga o Hakken Seri)
- Aoyama Shinji to Abe Kazushige to Nakahara Masaya no Cine-con! (2004)
- Cinema 21 (2010)
- Eiga Nagabanashi (2011)